# Енергетика Білорусі

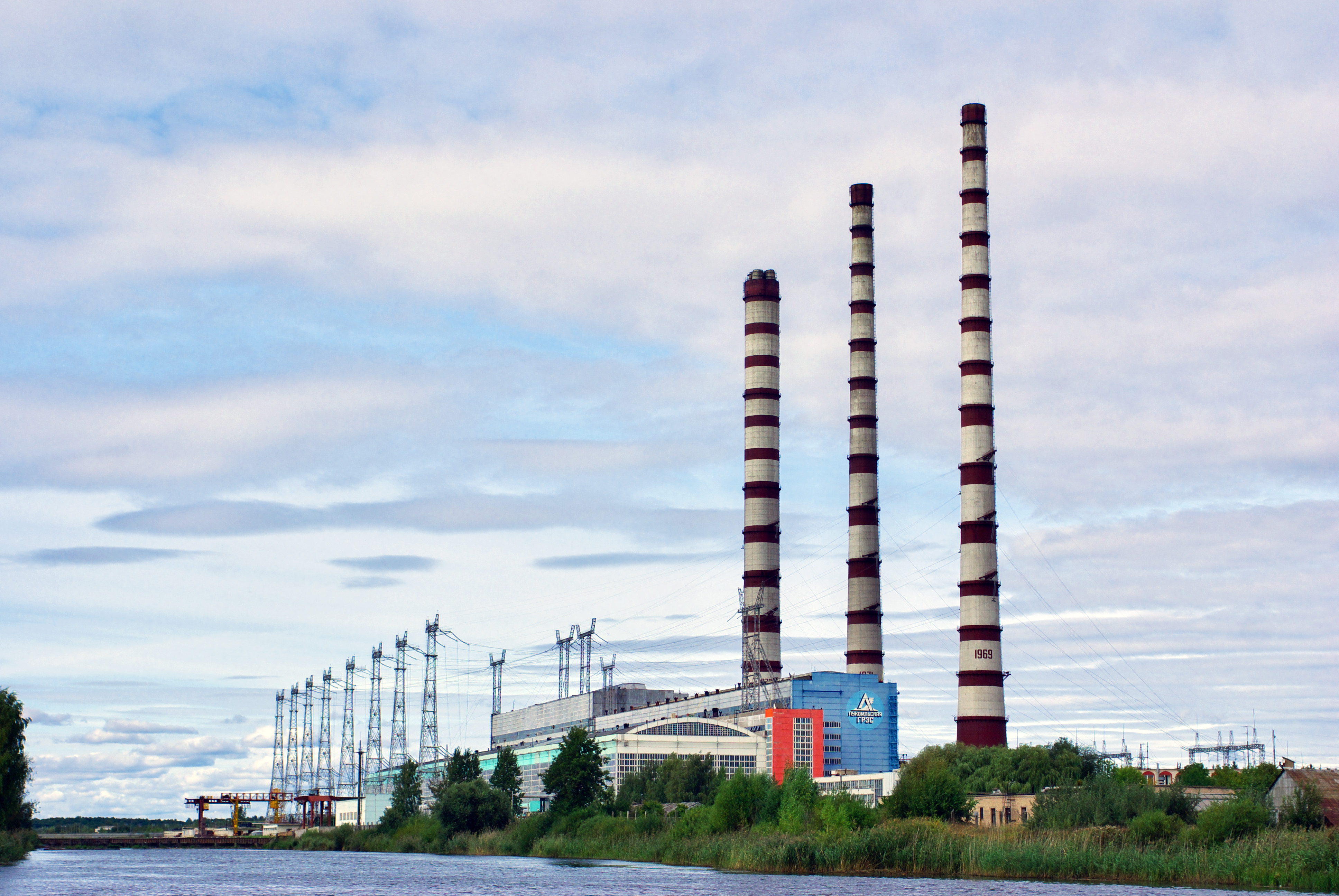
Лукомльська ДРЕС

Енергетика Білорусі — сукупність галузей виробництва, передавання та споживання електроенергії у Білорусі. Станом на 2021 у Білорусі налічується 35 ГЕС, 24 ТЕЦ, 3 ТЕС, 1 АЕС, та 1 ВЕС. Країна не володіє значними власними покладами паливно-енергетичної сировини (ПЕС). За рахунок власних ПЕС покривається лише 15 % потреб країни (2007), інші 85 % імпортуються — в основному з Росії. Характерна висока концентрація виробництва електроенергії: на 11 найбільших електростанціях зараз виробляється 95 % загального обсягу електроенергії. Загальна потужність електростанцій становить близько 10 ГВт, понад 97 % електроенергії виробляється на ТЕС.. У 2017 з 34,5 млрд кВт·год виробленої електрики 405 млн.кВт·год було отримано на ГЕС, 97 — на вітрових, 89 — на сонячних установках. На кінець 2019 заплановано відкриття першого блоку Білоруської АЕС.

## Історія
Електроенергетика Білорусі відраховує своє існування з 1889 року, коли була відкрита невелика (1,2 тис. КВт) електростанція в Добруші на місцевій паперовій фабриці, котли якої працювали на вугіллі та дровах. Загальна потужність всіх електростанцій Білорусі в 1913 р склала лише 5,3 тис. КВт, що дозволяло отримувати 3 млн кВт·год електроенергії. Цієї кількості енергії ледь вистачало на освітлення центральних вулиць великих на той час міст і роботу декількох невеликих кінотеатрів. У промисловості електрика майже не використовувалася.

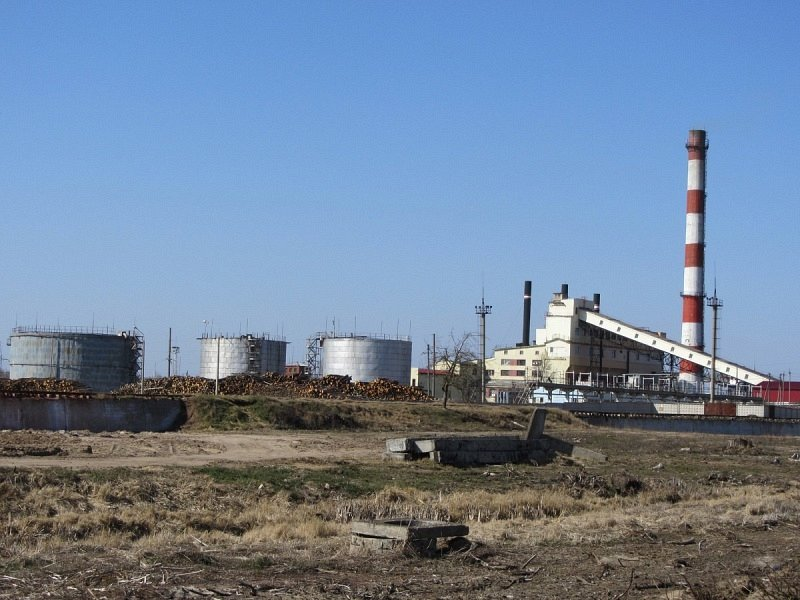
Орєховськ. Білоруська ДРЕС

Відповідно до плану ДЕЕЛРО в першу чергу відновили свою роботу електростанції в Мінську, Вітебську, Гомелі, Бобруйську. Найбільшими електростанціями (в 1920-х рр.) були Мінська (3 тис. КВт) і Добруська (1,6 тис. КВт). У 1927 році на Осиновських болотах біля Орші почалося будівництво Білоруської ДРЕС — першої великої електростанції в Білорусі, яка в 1940 р досягла своєї проектної потужності — 34 тис. кВт. Від цієї станції по лініях електропередач отримали дешеву і стійку енергію такі міста, як Вітебськ, Могильов, Орша, Шклов. У роки Другої світової війни електроенергетика Білорусі була знову майже повністю знищена.
Основні потужності сучасної білоруської енергетики були створені в 1960-х — 1970-х рр. Тоді ж була завершена електрифікація сільської місцевості. У 1980-ті під Мінськом почалося будівництво АЕС, але після Чорнобильської катастрофи вона була добудована як ТЕЦ. Друга хвиля інтересу до енергії атома виникла в середині 2000-х і вилилася в будівництво Білоруської АЕС в місті Островець. У 2010-х були побудовані найбільші білоруські ГЕС: Гродненська (2012), Вітебська (2016) і Полоцька (2017). На це ж десятиліття припадає початок щодо швидкого розвитку альтернативної енергетики — сонячної та вітрової.
Наразі загальна потужність електростанцій Білорусі становить понад 8 млн кВт, а виробництво електроенергії — 34,5 млрд кВт·год. На частку Вітебської області та м. Мінська доводиться майже 2/3 всієї електроенергії, що виробляється в країні.

## Теплоенергетика
- Теплова енергетика Білорусі[be]

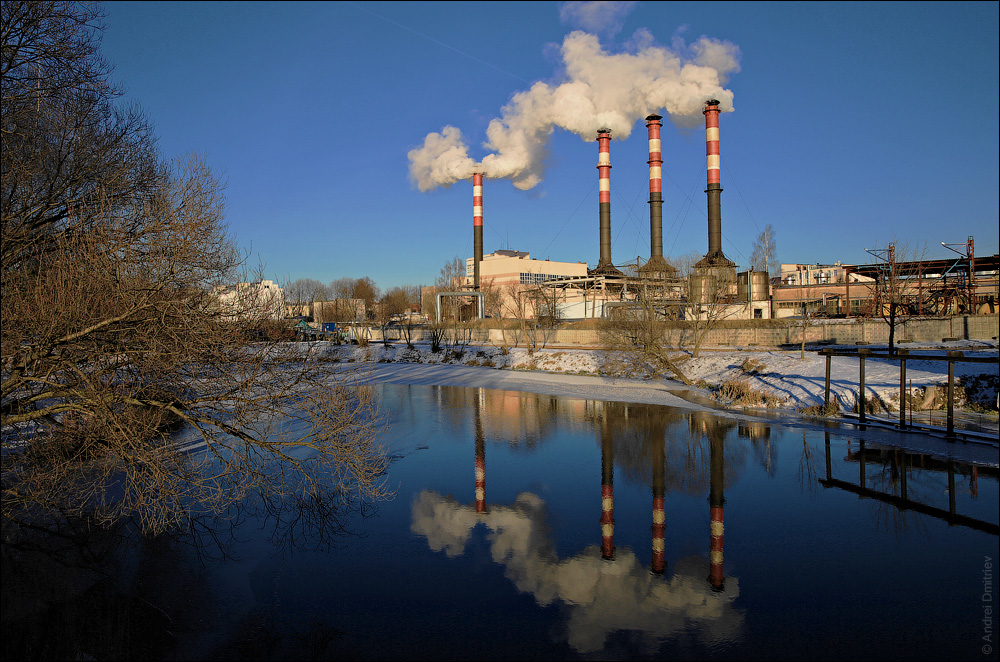
Мінська ТЕЦ-2 на вулиці Аранська

У Білорусі електроенергетика складається практично з електростанцій одного типу — теплових. Це державні районні електростанції (ДРЕС) і теплоелектроцентралі (ТЕЦ). ДРЕС виробляють тільки електричну енергію, ТЕЦ — електричну і теплову. Майже половина виробництва електроенергії припадає на ТЕЦ. До 70-х рр. ХХ ст. головними видами палива на електростанціях Білорусі були торф і вугілля, в даний час практично всі великі теплові електростанції в якості палива використовують природний газ. Введення БелАЕС дозволить заощадити близько 5 млрд м³ природного газу, відповідно, знизити частку викопного палива у виробництві електроенергії з 95 % до 60 %.
Для забезпечення потреб населення в малих містах і селищах створені мініТЕЦ, на яких все більше використовують різне місцеве паливо (біогаз, тирса), частка якого вже заново досягла 30 %. Частка торфу в енергобалансі Білорусі значно зменшилась і в даний час складає близько 2—3 %, а в місцевих видах палива — близько 15 %. Торф'яне паливо використовують Жодинська ТЕЦ, Пружанська міні-ТЕЦ, Бобруйська ТЕЦ-1.
Найбільша електростанція Білорусі — Лукомльська ДРЕС (м. Новолукомль), 2890 МВт.. Вона забезпечує 60 % виробництва електроенергії в літній період і 40 % в зимовий. Друга за величиною ДРЕС — Березівська у Бєлоозерську, 950 МВт. Уже 90 років продовжує свою невпинну роботу Білоруська ДРЕС у селищі Орєховськ — первісток великої радянської енергетики; з 1986 вона працює на мазуті, з 1999 — на природному газі. Серед теплоелектроцентральей найбільшу потужність мають Мінська ТЕЦ-4 і Новополоцька ТЕЦ (1035 і 505 МВт відповідно).

## Гідроенергетика
У республіці є і гідравлічні електростанції (ГЕС). Крім теплових електростанцій, в Білорусі діють понад 30 невеликих гідроелектростанцій. Найбільші з них — Вітебська ГЕС (40 МВт) і Полоцька ГЕС (22 МВт), що стали первістками в каскаді на Західній Двіні. Гродненська ГЕС (17 МВт) на р. Німан, Осиповицька ГЕС (2,2 МВт) на р. Свіслоч і Чигиринська (1,5 МВт) на р. Друть. До 2020 р. планується довести сумарну потужність гідроелектростанцій до 200 МВт. Рівнинний характер території і спокійний характер течії річок в широких долинах (за винятком Західної Двіни і її приток) — причини, які зумовили слабкий гідропотенціал Білорусі.

## Ядерна енергетика
Будується Білоруська АЕС поряд з містом Островець недалеко від кордону з Литвою. АЕС буде мати два реактори загальною потужність 2300 МВт. Запуск першого енергоблоку БелАЕС запланований на кінець липня 2019 року, виведення блоку на проектну потужність 1200 МВт відбудеться в грудні того ж року. З пуском АЕС Білорусь повинна перетворитися в нетто-експортера електроенергії. Введення БелАЕС дозволить заощадити близько 5 млрд м³ природного газу, відповідно, знизити частку викопного палива у виробництві електроенергії з 95 % до 60 %.

## Відновлювана енергетика
Ведеться робота, спрямована на використання нетрадиційних (альтернативних) джерел електрики. Перші з них — енергія вітру і сонця. Особливо інтенсивний розвиток альтернативної енегетики почався в другій половині 2010-х. До 2016 року першість обіймала вітрова енергетика, в 2016 ініціативу перехопила сонячна.

### Вітрова
У країні вже визначені 1640 пунктів, де можна поставити вітроенергетичні установки, хоча швидкість вітру над територією Білорусі становить в середньому не більше 3,5—5 м/с, а для економічної вигоди вітряків вона повинна досягати 7—12 м/с. Кращі для вітроенергетики умови спостерігаються на височинах: Новогрудській, Ошмянській, Мінській, Оршанській.
До 2010-х поодинокі установки вже діяли в Мінській і Гродненській областях. На 2017 рік найбільшим вітроенергетичним об'єктом є Новогрудський вітропарк, що належить філії РУП «Гродноенерго» Лідських енергетичних мереж. Перша вітроустановка з'явилася тут біля села Грабники в 2011 році. Вітряк показав хороші результати. У 2016 році неподалік завершили установку відразу 5 подібних установок китайської компанії «HEAG». Створення вітропарку обійшлося державі в 13 мільйонів доларів. Щорічне вироблення електроенергії становить близько 22 млн кВт·год. Такий обсяг згенерованої енергії дозволяє заощадити 4,5 млн кубічних метрів газу на рік (700 000—800 000 доларів). Станцію обслуговують 10 сертифікованих співробітників «Гродноенерго».
За прогнозами, до 2020 року енергетична потужність вітроустановок складе 289 МВт з виробленням до 500 млн кВт·год. До 2030-го — приблизно 500 МВт.

### Сонячна
Друге джерело нетрадиційної енергії — сонячна енергія. Однак для Білорусі вона буде обходитися набагато дорожче, ніж гідравлічна. Сьогодні[коли?] сонячна енергетика стоїть на рівних з вітровою — на кожен вид припадає близько 0,3 % загального виробітку електроенергії, що є мізерними цифрами, особливо на тлі європейських країн. Проте, в 2014—2017 роках обсяги отриманої за рахунок сонця електроенергії зросли в 45 разів — з 2 до майже 90 млн кВт·год. Відповідно до державної програми «Енергозбереження», до 2020 року в країні планується будівництво не менше 250 МВт сонячних електростанцій. Судячи з усього, ця програма буде навіть перевиконана.
На лютий 2019 року найбільшими об'єктами сонячної енергетики Білорусі є (в хронологічному порядку, який поки що збігається з порядком зростання потужності):
- Мядельська ферма (в 500 м від траси Вільнюс — Полоцьк, 5,7 МВт).
- Брагінська СЕС (Солар ІІ); побудована в 2016 компанією «Велком» (18,5 МВт), вартість проекту — 24 млн євро[13]
- Речицьке ферма; потужність 55 МВт, площа 115 га, 218 тис. сонячних панелів; замовником є компанія «Білорусьнафта», відкрита в 2017 році.[14] Дала району 60 робочих місць.

В 2019 очікується відкриття найбільшої сонячної ферми від компанії «Солар Ленд» площею 220 га потужністю 109 МВт в Чериковському районі. Таким чином, очевидно розташування ферм на південному сході країни, де найбільша кількість сонячних днів.

### Біогазова енергетика
У Мінській області вже працюють біоенергетичні установки в Снові (2 МВт) і Лані (1,2 МВт), а в Гомельській області — Хойніцька ТЕЦ (0,5 МВт) на ріпаковій олії.
Біогазова енергетика в Білорусі починалася з експериментальних комплексів: БГЕК типу КОБАС-1 (1992, Каменецький район), БГЕК в Кобринському районі і БГЕК в Бялиніцькому районі.
В середині 2000-х років були введені в експлуатацію біогазові енергетичні комплекси:
- БГЭК ААТ «Гомельская птушкафабрыка» встановленою потужністю 330 кВт.
- БГЭК РСУП "Племптушказавод «Беларускі» в Мінському районі поблизу Заславля, встановленою потужністю 340 кВт.
- БГЭК РУСП "Селекцыйна-гібрыдны цэнтр «Заходні» в Берестейському районі (20 км від Берестя), встановленою потужністю 500 кВт. Річне виробництво електроенергії 3,7 млн кВт·год, теплової енергії — 4,8 кВт·год на рік, що становить ~ 25 % потреб в енергоресурсах РУСП «Селекційно-гібридний центр» Західний ". Вартість БГЕК становила 6,7 млрд руб. (12.2007). Майданчик БГЕК розташований біля найбільшого тваринницького комплексу (70 тис. голів свиней) Берестейської області. Складається з трьох метатанків.

Тоді ж були заплановані наступні комплекси:
- БГЭК РУСП «Белавежскі» (2008—2009, 1050 кВт)[16]
- БГЭК СВК «Лань-Нясвіж» (2008—2009; 375 кВт)[16]
- БГЭК РУП «Гідролізны завод» (2009; 1,1 тыс. т.у.т.)[16]
- Брэсцкі БГЭК (2009—2010)[16]
- Баранавіцкі БГЭК (2008—2009; 500 кВт)[16]
- БГЭК РСУП "Агракамбінат "Юбілейны" (2009—2010; 640 кВт; 800 т.у.т.)[16]
- Слонімскі БГЭК (2008—2009; 714 кВт)[16]
- БГЭК КУП «Пінскі мясакамбінат» (2009—2010; 130 кВт)[16]
- БГЭК СВК "Агракамбінат «Сноў» (2009—2010; 580 кВт)[16]
- БГЭК СВК «Дацішкі» (2009—2010; 480 кВт)[16]
- БГЭК СВК «Кастрычнік-Гродна» (2008—2010)[17]

## Літаратура
- Геаграфія Беларусі: вучэб. дапам. для 10-га кл. устаноў агул. сярэд. адукацыі з беларус. мовай навучання / М. М. Брылеўскі, Г. С. Смалякоў; пер. з рус. мовы Н. М. Брылеўскай, В. Л. Смаляковай. — 3-е выд., перапрац. — Мінск: Нар. асвета, 2012. — 303 с.: іл. ISBN 978-985-03-1787-2
- Стратегии развития энергетического потенциала Республики Беларусь на 2011—2015 годы.
- Авимова К. Энергия с фермы // Белорусский Рынок № 9(744), 5-12 марта 2007

Шаблон:Промисловість Білорусі